# Бинаризм
Бинаризм (англ. binarism) — эпистемологическая структуралистская концепция, утверждающая, что структура бинарных оппозиций (верх — низ, добро — зло, гласные — согласные…) является одной из характеристик человеческого разума. Эта концепция во многом связана с трудами Романа Якобсона.
На концепцию бинаризма явно или неявно опирались французские структуралисты 1960-х годов, следовавшие за «Структурной антропологией» Леви-Стросса.

## Дихотомическая (бинарная) теорияР. О. Якобсона
Н. С. Трубецкой сводил фонологические отношения к отношениям между фонемами, представляющими собой пучки дифференциальных признаков (дифференторов). Этот признак-дифферентор постепенно осознается как элементарная фонологическая единица. Оставалось установить набор этих признаков, чтобы исследовать фонологические системы языков путём сопоставления с предварительно построенной моделью.
Одной из попыток выявления набора дифференторов и применения его к изучению фонологической системы явились труды Р. О. Якобсона и М. Халле при участии Г. М. Фанта и Е. Черри в 1950-х годах. Их теория получила название дихотомической, или бинарной. В сущности, эта теория в новых условиях продолжила труды Пражской лингвистической школы.
Классификация фонологических оппозиций в дихотомической теории опирается на несколько принципов. Первым принципом является бинарное соотношение дифференторов. Это означает, что при исследовании конкретных языков каждая фонема определяется набором дифференциальных признаков из числа заданных пар. Эти парные оппозиции являются или привативными, или диаметрально противоположными. Бинарная теория соответствует принципу двоичности, на котором основана работа компьютера. Она позволила свести многочисленные оппозиции дифференциальных признаков к двучленным.
Вторым принципом этой теории является убеждение, что во всех языках мира имеется определённый ограниченный набор дифференциальных признаков. Эти признаки являются общими и для согласных, и для гласных. В определённом языке, конечно, не выступают все признаки. Кроме того, один и тот же фонологический признак не обязательно в каждом языке должен иметь одну и ту же форму.
Помимо того, бинарная теория при своих характеристиках опирается на достижения современной акустической фонетики. Колебательные движения, составляющие в совокупности звук речи, обладают не только частотой, но и амплитудой. Анализ звука по составляющим его частотам и соотносительным с ними амплитудами можно представить графически в виде спектрограммы. В связи с этим установленные оппозиции можно проверять с помощью «видимой» речи.
В результате сведения всех многочисленных оппозиций к бинарным Р. Якобсон и его сотрудники установили следующие 12 пар дифференциальных признаков для сегментных фонем: вокальность — невокальность; консонантность — неконсонантность; длительность — недлительность (прерывность — непрерывность); абруптивность — неабруптивность; яркость — тусклость; звонкость — глухость; компактность — диффузность; низкая тональность — высокая тональность; бемольная тональность — простая тональность; диезная тональность — простая тональность; назальность — неназальность; напряжённость — ненапряжённость. (Вокальность характеризуется наличием тона. Консонантность обязана присутствию шума. Шумные согласные лишены вокальности, однако сонорные совмещают признаки вокальности и консонантности. Длительность и недлительность означают соответственно фрикативность и взрывность. Под абруптивностью имеется в виду образование согласных, сопровождаемое гортанной смычкой. Яркими согласными будут те, при произношении которых преграда разрушается постепенно (губно-зубные, свистящие, шипящие). К тусклым принадлежат прочие согласные. Звонкость связана с участием при образовании согласного голосовых связок. Оппозиция компактность — диффузность артикуляционно определена тем, что компактные согласные образуются в задней части полости рта, а диффузные — в передней. Со спектральным анализом связана оппозиция высокая — низкая тональность. Низкую тональность имеют гласные о, у, а, а также твёрдые и губные согласные, высокая тональность характерна для гласных и, е, а также зубных и мягких согласных. Признаком бемольной тональности обладают мягкие согласные в противоположность твёрдым. Диезная тональность свойственна лабиализованным гласным. Назальность обусловлена приобретением звуком носового тембра вследствие опускания нёбной занавески и одновременного выхода воздушной струи через нос и рот. Напряжённость — ненапряжённость характеризует, например, произношение немецких согласных.)